# پلاتو (فضاپیما)
پلاتو یا گذر سیاره‌ها و نوسان‌های ستاره‌ها، که نام (PLATO) از (PLAnetaryTransits andOscillations of stars) گرفته شده و واژهٔ «افلاطون» را می‌سازد، یک تلسکوپ فضایی است که توسعه و اجرای آن برای راه اندازی در سال ۲۰۲۶ توسط آژانس فضایی اروپا صورت می‌گیرد. هدف‌های مأموریت این پروژه جستجو برای یافتن گذر‌های سیاره‌ای حدود یک میلیون ستاره و کشف و توصیف سیاره‌های سنگی فراخورشیدی در اطراف ستاره‌های کوتوله زرد (مانند خورشید)، ستاره‌های فرعی و ستاره‌های کوتوله سرخ است. تمرکز این مأموریت بر روی سیاره‌های شبیه زمین در منطقه قابل سکونت در اطراف ستارگان شبیه خورشید است که وجود آب در حالت مایع در آنها قابل تصور است. این سومین مأموریت سطح متوسط در برنامهٔ آژانس فضایی اروپا چشم‌انداز کیهانی ۲۰۱۵-۲۰۲۵ است و نام آن را از فیلسوف اثرگذار یونانی افلاطون، چهره مؤسس فلسفه، علوم و ریاضیات غربی گرفته‌است. هدف دوم این مأموریت بررسی نوسان‌های ستاره‌ای یا فعالیت لرزه‌ای در ستاره‌ها برای اندازه‌گیری توده‌های ستاره‌ای و تکامل و امکان توصیف دقیق ستارهٔ میزبان سیاره از جمله سن آن است.

## پیشینه
برای نخستین بار پیشنهاد پلاتو را در سال ۲۰۰۷ تیمی از دانشمندان در پاسخ به فراخوان برنامهٔ چشم‌انداز کیهانی ۲۰۱۵–۲۰۲۵ به آژانس فضایی اروپا (ESA) پیشنهاد داد. مرحلهٔ ارزیابی طی سال ۲۰۰۹ به پایان رسید و در ماه مهٔ ۲۰۱۰ وارد مرحلهٔ تعریف کارآزمایی شد. به دنبال فراخوانی برای مأموریت‌ها در ژوئیه ۲۰۱۰، ESA در فوریه ۲۰۱۱ چهار نامزد برای مأموریت سطح متوسط (مأموریت M3) را برای یک پرتاب فرصتی در سال ۲۰۲۴ انتخاب کرد.طرح پلاتو در ۱۹ فوریه ۲۰۱۴ به عنوان یک مأموریت علمی انتخاب شده کلاس M3 برای اجرا به عنوان بخشی از برنامهٔ چشم‌انداز کیهانی ESA اعلام شد. چهار مأموریت دیگر رقیب که در این گزینش مورد مطالعه قرار گرفتند نامزدی‌های: EChO , LOFT , MarcoPolo-R و STE-QUEST بودند.